# Шъхъдзъ
Шъхъдзъ е град в Синдзян-уйгурски автономен регион, Северозападен Китай. Населението му е 380 130 жители (2010 г.), в голямото си мнозинство хански китайци, а 5,4% са от малцинствата. Площта му е 460 кв. км. Намира се в часова зона UTC+8. Телефонният му код е 0993, а пощенския 832000. Средната годишна температура е около 7,5 °C. Получава статут на град през 1974 г.